# فرودگاه کیبل کریک رنچ
فرودگاه کیبل کریک رنچ (به انگلیسی: Cable Creek Ranch Airport) یک فرودگاه خصوصی است که یک باند فرود آسفالت دارد و طول باند آن ۱۴۶۳ متر است. این فرودگاه در شهر یوکیه، اورگن کشور ایالات متحده آمریکا قرار دارد و در ارتفاع ۱۲۳۷ متری از سطح دریا واقع شده‌است.